# Pectoctenus scalabrii
Pectoctenus scalabrii är en skalbaggsart som beskrevs av Leon Fairmaire 1896. Pectoctenus scalabrii ingår i släktet Pectoctenus och familjen långhorningar.
Artens utbredningsområde är:
- Burundi.
- Gabon.
- Kenya.
- Madagaskar.
- Moçambique.
- Zimbabwe.

Inga underarter finns listade i Catalogue of Life.